# Orn
Pour les articles homonymes, voir Orne.
Orn est une série de bandes dessinées de Patrick Cothias et Olivier Taffin.

## Albums
1. Cœur de chien
2. La Fille et la Tortue
3. La Croisée du malin
4. Le Maître loup
5. Chien de cœur
6. Orkaëlle